# 王惟賢 (嘉靖壬辰進士)
王惟賢（1496年—？），字士官，號卓峯，四川省潼川州中江縣人，明朝政治人物。軍籍，治《春秋》。

## 生平
嘉靖十一年（1532年）壬辰科第三甲第七十八名進士。觀都察院政，陞刑部主事、員外郎，雲南僉事